# Văn học Đàng Ngoài thời Lê trung hưng
Văn học Đàng Ngoài thời Lê trung hưng là một bộ phận của văn học Việt Nam, phản ánh các thành tựu về văn, thơ của nước Đại Việt dưới thời nhà Lê trung hưng từ năm 1593 đến năm 1789 trong vùng lãnh thổ từ sông Gianh trở ra dưới quyền cai quản của vua Lê chúa Trịnh.

## Đặc điểm
Thế kỷ 17 chứng kiến 2 cuộc nội chiến: giữa họ Trịnh và tàn dư họ Mạc, đồng thời giữa họ Trịnh và họ Nguyễn. Văn học chữ Hán vẫn mang dư âm của văn học thế kỷ 16: sự trăn trở của các sĩ phu giữa con đường theo phe nào trong cuộc nội chiến, hoặc ẩn dật an nhàn. Tác gia điển hình nhất trong thời kỳ đầu là Phùng Khắc Khoan với Mai lĩnh sứ hoa thi tập và Phùng công thi tập.
Từ cuối thế kỷ 17 sang thế kỷ 18, hòa bình lập lại đánh dấu sự phát triển thịnh vượng nhất của nền văn học cổ điển Việt Nam. Nhiều tác phẩm ra đời thời kỳ này đến nay vẫn còn là tác phẩm có giá trị. Văn học không hàm chứa ý thức hệ phong kiến mạnh như trước mà hàm chứa nhiều nội dung các giai đoạn lịch sử khác không có.
Nội dung chính của văn học thời kỳ này là những đề tài sau:
- Tập trung vào việc chống lại của chế độ chính trị đương thời. Các tác phẩm văn học ít nhiều phản ánh sự áp bức bóc lột của giai cấp thống trị và sự phẫn nộ của nhân dân như Chinh phụ ngâm, Cung oán ngâm khúc, Trạng Quỳnh, Phạm Tải Ngọc Hoa...
- Đề cao hạnh phúc và vai trò của con người, nhất là vai trò phụ nữ mà những thời kỳ trước chưa đề cập. Phụ nữ trong văn học thời kỳ này là những người tài sắc, có đức hạnh, không chịu sự ràng buộc theo lễ giáo phong kiến, không chấp nhận cảnh vợ chồng chia ly vì chinh chiến… Họ nói lên tiếng nói đấu tranh để được hưởng những quyền lợi tối thiểu là tự do yêu đương và hạnh phúc. Ngoài ra, những người nghèo trong văn học thời kỳ này đều là những người có đức, có tài, đại diện cho chính nghĩa thắng phi nghĩa trong các truyện thơ nôm như Thạch Sanh, Tống Trân, Phạm Tải, Phạm Công…
- Phản ánh đúng hiện thức xã hội của tầng lớp phong kiến cai trị. Hầu hết các tác phẩm đề cập quyền sống của con người, nêu cao khát vọng của người lao động muốn có cuộc sống tốt đẹp như Thạch Sanh, Nhị độ mai, Quan Âm Thị Kính, Hoàng Trừu... đều có những nhân tố lãng mạn, nói lên ước vọng táo bạo của con người. Khi xã hội phong kiến bộc lộ mâu thuẫn là cơ sở cho văn học trào phúng phát triển mà điển hình là các truyện tiếu lâm như Trạng Lợn, Trạng Quỳnh.

Về hình thức, văn học chữ Nôm chiếm ưu thế hơn và ngày càng có vai trò quan trọng trong nền văn học. Thể thơ lục bát và song thất lục bát đã hoàn chỉnh; ngôn ngữ phong phú trong sáng, tế nhị. Văn học chữ Nôm thời kỳ này đạt tới đỉnh cao. Từ các truyện Nôm khuyết danh, ngôn ngữ tiếng Việt được kết tinh và đạt tới tầm cao chưa từng có.

## Văn học phi chính thống

### Văn học dân gian
Cùng với văn học viết, văn học dân gian thời kỳ này cũng có những bước phát triển mạnh mẽ. Phong trào đấu tranh của quần chúng đối với nền thống trị ngày càng tăng, ít nhiều đã dội vào văn học dân gian những nội dung sáng tạo đặc biệt. Những câu ca dao phản ánh sự phân biệt giai cấp và sự phản kháng của quần chúng bị áp bức:
Con vua thì lại làm vua
Con sãi ở chùa thì quét lá đa
Khi nào dân nổi can qua
Con vua thất thế lại ra quét chùa
Hoặc những câu phản ánh đời sống trong phủ chúa cùng sự tranh chấp quyền lực trong bộ máy chính quyền:
Trăm quan có mắt như mờ
Để cho Huy quận vào sờ chính cung
Đục cùn thì giữ lấy "tông"
Đục long "cán" gãy còn mong nỗi gì?
Ngoài ca dao, dân gian còn có những bài vè, điển hình nhất là truyện Quận He để tưởng nhớ thủ lĩnh khởi nghĩa nông dân Nguyễn Hữu Cầu.
Về văn xuôi, Trạng Quỳnh là truyện chống đối chế độ phong kiến một cách có hệ thống, có ý thức và triệt để nhất. Trạng Quỳnh chống cả vua Lê, chúa Trịnh và các quan lại hống hách, giễu cợt các nho sĩ bất tài,… Cùng với Trạng Quỳnh, Trạng Lợn cũng là tác phẩm có tính phê phán sâu sắc; nói về sự may mắn ngẫu nhiên của một chàng con nhà buôn thịt lợn, học dốt nhưng đã lần lượt được thăng quan tiến chức. Điều đó phản ánh đúng thực trạng của xã hội mua quan bán tước thời đó.

### Truyện thơ Nôm
Đây là một hiện tượng nổi bật trong văn học thời kỳ này, với rất nhiều truyện Nôm khuyết danh - những tiểu thuyết kể bằng văn vần. Từ thế kỷ 17 đã ra đời những tác phẩm thể loại này như Trinh thử, Trê cóc, Vương Tường, Bạch viên Tôn các; sang thế kỷ 18 có thêm Thạch Sanh, Phạm Tải - Ngọc Hoa, Tống Trân – Cúc Hoa, Phạm Công – Cúc Hoa, Hoàng Trừu, Phương Hoa, Nhị độ mai, Lý Công, Phan Trần, Quan Âm Thị Kính... với quy mô dài hơn.
Sự phát triển nối tiếp của truyện thơ Nôm phản ánh sự đòi hỏi cấp thiết của xã hội về nội dung và hình thức văn học để diễn tả tâm tư, tình cảm con người. Xã hội miêu tả trong các truyện thơ Nôm là xã hội ngột ngạt, nhiều bất công. Ngôn ngữ thể hiện trong các tác phẩm khá mộc mạc và còn thiếu chọn lọc nhưng xét về giá trị nghệ thuật thì nhiều chất trữ tình, hiện thực và phản phong khá rõ nét. Trong nền văn học Việt Nam, truyện thơ Nôm có vị trí khá quan trọng, thể hiện quá trình trưởng thành của ý thức dân tộc và của nền văn học quốc âm Việt Nam.

## Văn học chính thống
Các tác gia của mảng văn học này là những nhà Nho thuộc tầng lớp cai trị. Do hoàn cảnh lịch sử, dòng văn học này phát triển theo những hướng khác nhau, biểu hiện trên 2 mặt: tiêu cực và tích cực.
- Khuynh hướng tích cực gồm tác phẩm của những tác giả trong chính quyền thống trị nhưng thể hiện sự cảm thông với cuộc sống xã hội khi đó khi chứng kiến cảnh người dân bị bóc lột và tang tóc vì chiến tranh. Họ đi vào phản ánh hiện thực xã hội.
- Khuynh hướng tiêu cực là biểu hiện của những nhà nho chán nản với thời cuộc khi chứng kiến sự khủng hoảng của chế độ thống trị đương thời trước sự đấu tranh của nông dân lúc đó cùng sự sa sút của ý thức hệ phong kiến[8].

### Văn học chữ Nôm
Văn học chữ Nôm thuộc phần văn học phát triển phồn thịnh nhất của dòng văn học chính thống, đánh dấu sự phát triển đỉnh cao của nội dung tư tưởng và trình độ nghệ thuật.
Tác phẩm nổi tiếng nhất đầu tiên là Chinh phụ ngâm của Đặng Trần Côn vốn viết theo thể chữ Hán và được nữ sĩ Đoàn Thị Điểm chuyển sang thơ Nôm song thất lục bát. Tác phẩm ra đời trong hoàn cảnh giữa thế kỷ 18 khi chiến tranh ở Đàng Ngoài diễn ra liên miên, lên án chiến tranh chia cắt hạnh phúc, phù hợp với tâm tư của nhiều người dân, được hoan nghênh ngay khi mới ra đời. Sau Chinh phụ ngâm, Cung oán ngâm khúc của Nguyễn Gia Thiều phản ánh nỗi cô đơn, phẫn uất của những người cung nữ, cũng được người đời truyền tụng.
Trong thời kỳ những cuộc nổi dậy chống triều đình giữa thế kỷ 18, có nhiều thủ lĩnh là các sĩ phu. Tác phẩm điển hình của thể loại này là Hịch Lê Duy Mật nhằm tập hợp nhân dân chống lại họ Trịnh, tạo dựng lại cơ nghiệp nhà Lê; bài thơ Chim trong lồng của Nguyễn Hữu Cầu chỉ có 13 câu nhưng rất hàm súc, nêu ý chí hiên ngang và lòng tin vào tự do.

### Văn học chữ Hán
Thể loại văn học chữ Hán gồm có: tiểu thuyết, ký sự, tùy bút; thơ phú và tạp văn.

#### Tiểu thuyết, ký sự, tùy bút
Trong những thời kỳ trước, văn học đã có những tác phẩm văn mới, nhưng chưa có những truyện dài. Tiểu thuyết dài theo bố cục chương hồi kiểu Trung Quốc bắt đầu phát triển thời kỳ này, điển hình là Hoàng Lê nhất thống chí. Những tác phẩm như vậy chưa nhiều.
Trong thể loại ký sự bằng thơ, tác phẩm tiêu biểu là Chúc ông phụng sứ của Đặng Đình Tướng, Nguyễn Trạng nguyên phụng sứ tập của Nguyễn Đăng Đạo, Tinh sà thi tập của Nguyễn Công Hãng, Kính trai sứ tập của Phạm Khiêm Ích, Sứ hoa trùng vịnh của Nguyễn Tông Quai, Tập tuần ký trình của Trịnh Sâm,...
Thể loại ký sự bằng văn xuôi bắt đầu xuất hiện như Thượng kinh ký sự của Lê Hữu Trác và Tang thương ngẫu lục của Phạm Đình Hổ và Nguyễn Áng.
Tùy bút gần giống như thể ký sự và khác với thể loại tùy bút hiện nay. Tùy bút thời kỳ này có nghị luận nhưng trên cơ sở những sự kiện xảy ra như Vũ trung tùy bút ghi chép lại thực tế tập quán phong tục, thi cử và kinh tế của xã hội đương thời.
Văn học chữ Hán tuy có xuất hiện thể loại và đánh dấu bước tiến mới nhưng vẫn nặng về biên soạn, không có những khám phá và chưa mạnh dạn diễn tả hiện thực bằng văn nghệ.

#### Thơ phú và tạp văn
Thơ Đường luật vẫn là thể thơ chiếm đa số, rải rác có một số tác phẩm viết theo thể trường đoản cú hay cổ phong.
Về phú không có những bước phát triển mới; tản văn chỉ có văn bia và một số tác phẩm mang tính ngụ ngôn.
Thơ phú mang tính trữ tình thời kỳ này có cá-c tác gia lớn như:
- Ngô Thì Ức với Tuyết Trai thi tập và Nam trình liên vịnh
- Đặng Trần Côn với Chinh phụ ngâm
- Hồng Liệt Bá với Chinh phụ ngâm khúc
- Ngô Thì Sĩ với Hải Dương chí lược, Ngọ phong văn tạp, Anh ngôn thi tập, Quan lan thập vịnh, Nhị Thanh động tập, Sách chế khải tập, Khoa sớ tập lục. Thơ văn của ông có bút pháp riêng với các nhà văn đương thời[12].
- Phạm Nguyễn Du với Nam hành ký đắc tập, Thạch động thi văn sao, Dưỡng Hiên vịnh sử thi, Đoạn tràng lục.
- Lê Quý Đôn với Quế Đường thi tập, Quế Đường văn tập, Bắc sứ thông lục, Kiến văn tiểu lục, Vân Đài loại ngữ, Toàn Việt thi lục, Hoàng Việt văn hải... Thơ Lê Quý Đôn thể hiện sự lạc quan yêu đời, yêu non sông đất nước với phong cảnh nhẹ nhàng, thanh thoát[13].